# Fanny Chmelar
Fanny Chmelar, née le 31 octobre 1985 à Weilheim in Oberbayern, est une skieuse alpine allemande. Sa discipline de prédilection est le slalom.

## Biographie
La skieuse, membre du club SC Partenkirchen, fait ses débuts dans des courses FIS en 2000. En décembre 2002, elle apparaît dans la Coupe d'Europe à Zwiesel et y marque ses premiers points. Participante du championnat du monde junior 2003, elle y est dixième du super G. Progressant, elle monte sur son premier podium en Coupe d'Europe en décembre 2005 au slalom de Zoldo. Peu après, elle est au départ au slalom de Linz, comptant pour la Coupe du monde. Un mois plus tard, Chmelar marque ses premiers points dans cette compétition avec une 20e place au super combiné de Saint-Moritz, puis se qualifie pour plusieurs deuxièmes manches de slalom pour atteindre son meilleur résultat de l'hiver à Levi (douzième). Elle gagne aussi en Coupe d'Europe à Vratna.
En décembre 2006, elle franchit la barre du top dix en Coupe du monde en terminant sixième du super combiné de Reiteralm, épreuve où elle prend la 21e place aux Championnats du monde à Åre.
Lors de la saison 2008-2009, elle fait son retour dans le top dix à Ofterschwang (dixième du slalom), puis huitième du slalom des Championnats du monde de Val d'Isère, elle réalise la meilleure performance de sa carrière en terminant deuxième du slalom d'Åre, à six centièmes de la Française Sandrine Aubert. Il s'agit de som premier et seul podium à ce niveau.
En 2009, elle devient double championne d'Allemagne en slalom et super G.
En 2010, L'Allemande honore sa seule sélection olympique à Vancouver, où elle ne finit pas le tracé de slalom. Quelques semaines plus tard, elle est proche d'un deuxième podium en Coupe du monde en finissant quatrième du slalom sur ses pistes d'entraînement à Garmisch-Partenkirchen.
Chmelar dispute la dernière compétition de sa carrière aux Jeux mondiaux militaires d'hiver de 2013, prenant la médaille de bronze sur le slalom à La Clusaz.

## Palmarès

### Jeux olympiques d'hiver
| Épreuve / Édition | Vancouver 2010 |
| Slalom            | DNF            |

### Championnats du monde
| Épreuve / Édition | Åre 2007 | Val d'Isère 2009 | Garmisch-Partenkirchen 2011 |
| Slalom            | -        | 8e               | 15e                         |
| Combiné           | 21e      | -                | -                           |

| Épreuve / Édition | France 2003 | Bardonnèche 2005 |
| Descente          | 32e         | 26e              |
| Super G           | 10e         | 22e              |
| Slalom géant      | 43e         | 29e              |
| Slalom            | Abandon     | Abandon          |

### Coupe du monde
- Meilleur classement général : 41e en 2009.
- 1 podium.

#### Classements en Coupe du monde
| Année/Classement | Année/Classement | Général | Général | Descente | Descente | Super G | Super G | Slalom géant | Slalom géant | Slalom | Slalom | Combiné | Combiné |
| ---------------- | ---------------- | ------- | ------- | -------- | -------- | ------- | ------- | ------------ | ------------ | ------ | ------ | ------- | ------- |
| Année/Classement | Année/Classement | Class.  | Points  | Class.   | Points   | Class.  | Points  | Class.       | Points       | Class. | Points | Class.  | Points  |
| 2006             | 2006             | 68e     | 63      | -        | -        | -       | -       | -            | -            | 31e    | 37     | 16e     | 26      |
| 2007             | 2007             | 63e     | 99      | -        | -        | 49e     | 7       | -            | -            | 36e    | 35     | 15e     | 43      |
| 2008             | 2008             | 58e     | 89      | -        | -        | -       | -       | -            | -            | 23e    | 89     | -       | -       |
| 2009             | 2009             | 41e     | 171     | -        | -        | -       | -       | -            | -            | 13e    | 171    | -       | -       |
| 2010             | 2010             | 47e     | 161     | -        | -        | -       | -       | -            | -            | 12e    | 161    | -       | -       |
| 2011             | 2011             | 56e     | 110     | -        | -        | -       | -       | -            | -            | 18e    | 110    | -       | -       |
| 2012             | 2012             | 78e     | 59      | -        | -        | -       | -       | -            | -            | 32e    | 59     | -       | -       |
| 2013             | 2013             | 83e     | 33      | -        | -        | -       | -       | -            | -            | 38e    | 33     | -       | -       |

#### Performances générales
Fanny Chmelar compte un podium dans sa carrière lors d'un slalom à Åre, le 13 mars 2009.
| Résultat  | Descente | Super G | Géant | Slalom | Combiné | Total |
| 1re place | 0        | 0       | 0     | 0      | 0       | 0     |
| 2e place  | 0        | 0       | 0     | 1      | 0       | 1     |
| 3e place  | 0        | 0       | 0     | 0      | 0       | 0     |
| Top 10    | 0        | 0       | 0     | 3      | 1       | 4     |
| Points    | 1        | 1       | 0     | 22     | 4       | 28    |
| Autres    | 5        | 5       | 9     | 10     | 2       | 31    |
| Départs   | 6        | 6       | 9     | 32     | 6       | 59    |

### Jeux mondiaux militaires
- 2010 :
  -  Médaille d'or en slalom.
  -  Médaille de bronze en slalom géant.
- 2013 :
  -  Médaille de bronze en slalom.

### Coupe d'Europe
- 4e du classement général en 2006.
- Première du classement de slalom en 2011.
- 12 podiums, dont 2 victoires.